# کاشت مو
کاشت مو (Hair transplantation) به تکنیک جراحی گفته می‌شود که در آن ریشه‌های مو، تک تک از ناحیه اهداکننده به ناحیه در حال ریزش یا خالی از مو برده می‌شوند.طی آن ریشه‌هایی که به صورت ژنتیکی در مقابل ریزش مقاوم هستند به ناحیه طاس برده می‌شوند. بعلاوه از این روش برای بازسازی ابرو، مژه، ریش و سبیل، موهای سینه و ناحیه تناسلی و پوشاندن محل زخم‌های ناشی از تصادف یا جراحی مانند کشیدن پوست و کاشت موهای قبلی استفاده می‌شود. کاشت مو با پیوند پوست متفاوت است.

از هر پیاز مو ۱ تا ۴ رشته مو رشد می‌کند. امروزه در پیشرفته‌ترین روش‌های کاشت مو، پیاز مو را دست نخورده انتقال می‌دهند. نتیجه این کار ظاهر طبیعی تر موهای کاشته شده‌است. این روش کاشت Follicular Unit Transplantation یا به صورت کوتاه شده FUT نامیده می‌شود. موهای اهدایی به دو روش کاملاً متفاوت جمع‌آوری می‌شوند. این کار فوق‌العاده تخصصی بوده و فقط متخصصین پوست و مو مجاز به انجام آن می‌باشند.

## تاریخچه کاشت مو
تاریخچه استفاده از بخش‌هایی از پوست سر که در آن بافتی از پوست سر به همراه منبع اصلی تولید خونش به یک منطقه طاس کاشته شود، به قرن ۱۹ بر می‌گردد. استفاده از تکنیک‌های کاشت موی مدرن به دهه ۳۰ میلادی در ژاپن بر می‌گردد که آن موقع جراحان از گرافت‌های کوچک و حتی «گرافت‌های واحد فولیکولی» برای جایگزین کردن مناطق آسیب دیده ابرو یا مژگان، ولی نه در رابطه با برطرف سازی طاسی، استفاده می‌کردند.
در آن زمان تلاش‌های آن‌ها مورد توجه گسترده‌ای قرار نگرفت، و آسیب‌های جنگ جهانی دوم به کشور آن‌ها پیشرفت‌های آن‌ها را تا دو دهه دیگر مخفی نگه داشت. در اواخر دهه ۵۰ بود که عصر مدرن کاشت مو در جهان غرب شروع شد، زمانی که یک متخصص پوست نیویورکی به اسم نورمن ارنریش (Norman Orentreich) با استفاده از به‌کارگیری گرافت‌های آزاد دهنده در بیماران دارای الگوی طاسی مردانه شروع به آزمایش کرد. قبل از این تصور می‌شد که موی کاشته شده بیشتر از موی اولیه در منطقه «گیرنده» رشد نمی‌کند. ارنریش نشان داد که استفاده از چنین گرافت‌هایی باعث می‌شود که موهای جدیدی در منطقه گیرنده رشد کنند که دوام آن‌ها به همان اندازه‌ای باشد که در محل اولیه خود در اختیار داشته‌اند.
سپس این والتر پی انگر (Walter P. Unger) بود که پارامترهای «ناحیه مطمئن دهنده» را تعریف کرد که از آن می‌توان دایمی‌ترین فولیکول‌های مو را برداشت کرد، از این پارامترها دیگر به عنوان پایه اساسی برداشت فولیکول مو، خواه روش نواری، خواه روش FUE استفاده می‌شود.
تا ۲۰ سال بعد، جراحان بر روی گرافت‌های کاشت موی کوچکتر کار کردند، ولی نتایج از نظر موفقیت بسیار محدود بود، بطوری‌که استفاده از گرافت‌های دو تا چهار میلیمتری منجر می‌شد سر شخص ظاهر عروسکی به خود بگیرد. در دهه ۸۰، شروع استفاده از برش‌های نواری جایگزین تکنیک قبلی شد و کارلوس یوبل (Carlos Uebel) در برزیل استفاده از تعداد بیشتری از گرافت‌های کوچک را مشهور ساخت، درحالیکه در آمریکا ویلیام راسمن (William Rassman) در یک جلسه درمانی شروع به استفاده از هزاران «میکروگرافت» کرد.
در اواخر دهه ۸۰، B.L. Limmer استفاده از میکروسکوپ برجسته نما را برای تبدیل یک نوار دهنده به میکروگرافت‌های کوچک باب کرد.
به دنبال آن روش کاشت موی واحد فولیکولی شروع به شکل‌گیری کرد، و شکاف گرافت‌ها و اندازه آن‌ها کوچکتر شد. این گرافت‌های کوچکتر به جراحان اجازه می‌دهد تا گرافت‌های واحد فولیکولی بیشتری را در منطقه پذیرنده قرار دهند.
به دنبال موفقیت‌های کسب شده جراحان نیز توجهی بیشتری به این کلیت ماجرای گرافت‌های کاشته شده معطوف ساختند. اتخاذ تکنیک «برش جانبی» در اوایل شروع سال ۲۰۰۰، باعث شد تا جراحان کاشت مو دو تا چهار گرافت واحد فولیکولی مو را انتخاب کنند که باعث شد موی کاشته شده بهتر بر روی پوست سر قرار گیرد و منطقه‌ای که طاس است را بهتر در بر بگیرد.
گرچه یک جنبه منفی این روش این است که برش‌های جانبی همچنین باعث از هم گسیختگی حالت رگ‌ها بیشتر از برش‌هایی می‌شوند که موازات شکاف سهمی جمجمه (ساژیتال) زده می‌شود؛ بنابراین استفاده از برش‌های ساژیتال باعث می‌شود که موها و رگ‌های خونی کمتری با این فرض که ابزار برش دهی هم اندازه هستند، برش زده شود. یکی از جنبه‌های مثبت برش‌های ساژیتال این است که آن‌ها بهتر به درون فرو برده می‌شوند و از برش متقاطع فولیکول جلوگیری می‌کند. در نتیجه باعث می‌شود پزشکان نیاز به تراشیدن قسمت پذیرنده نداشته باشند. برش‌های جانبی موها را شبیه به حرف T برش می‌زند درحالیکه برش‌های ساژیتال موازات و در بین موهای فعلی صورت می‌گیرد. استفاده از برش‌های جانبی در برابر برش‌های ساژیتال در جوامع کاشت مو شدیداً مورد بحث قرار گرفته‌است. بسیاری از جراحان برجسته کاشت مو به‌طور معمول از ترکیب این دو روش براساس آنچه که برای بیمار مناسب است استفاده می‌کنند.

## انواع روش های کاشت مو
- کاشت مو FUT:  یکی از قدیمی‌ترین روش‌های کاشت مو است که با بی حسی موضعی انجام می‌شود. در این روش، جراح نوار کوچکی از پوست سر را برداشته و آن را زیر میکروسکوپ به گرافت‌های مو تقسیم می‌کند. سپس، این گرافت‌ها در ناحیه طاس سر کاشته می‌شوند. پس از عمل، فرد باید دوران نقاهت را طی کند.

- روش FIT: یک تکنیک جدید برای کاشت مو است که با بی‌حسی موضعی انجام می‌شود. در این روش، فولیکول‌ های مو تک ‌به ‌تک از بانک مو استخراج و کاشته می‌شوند. مزایای آن شامل عدم نیاز به بیهوشی، نبود جای زخم و دوره نقاهت کوتاه است. این روش به دلیل ریسک کمتر و اثربخشی بالا محبوب‌ترین تکنیک کاشت مو در ایران و جهان محسوب می‌شود.

- کاشت مو SUT : مشابه FIT است، اما در آن برداشت گرافت‌ها با دستگاه برقی انجام می‌شود که سرعت کاشت را افزایش می‌دهد. بااین‌حال، این روش ممکن است دقت متخصص را کاهش دهد و بر کیفیت نهایی تأثیر بگذارد.

- روش BHT: یا کاشت مو از بدن مشابه FIT است، اما گرافت‌ها از نواحی ریش، سینه، کمر، دست و پا برداشت می‌شوند. این روش فقط برای افراد با طاسی شدید و بانک موی ضعیف استفاده می‌شود.

- روش DHI: نسخه‌ای از FIT است که در آن برداشت و کاشت مو به‌صورت هم ‌زمان انجام می‌شود. این روش با ابزار مخصوص شبیه قلم انجام شده و گرافت‌ها مستقیماً در حفره‌های از پیش ایجادشده کاشته می‌شوند.[۲]

## مراقبت بعد از عمل جراحی کاشت مو
بعد از انجام عمل کاشت مو (Hair transplantation) یکسری اعمال به منظور حفاظت از منطقه دریافت‌کننده گرافت‌های کاشت مو باید انجام شود. باید منطقه‌ای که کاشت مو در آن صورت گرفته‌است را از در معرض نور خورشید قرار گرفتن دور کرد و دو روز بعد از جراحی برای شستشوی محل مذکور باید از شامپو استفاده کرد. بعضی از جراحان به بیماران خود پیشنهاد می‌کنند روز بعد از جراحی از شامپو استفاده کنند. استفاده از شامپو بسیار مهم است چون باعث جلوگیری از دلمه بستن زخم در اطراف محور مو می‌شود
این دلمه‌های پوستی به محور مو می‌چسبند و خطر ریزش فولیکول‌های موی تازه کاشته شده در طول ۶ تا ۱۰ روز بعد از عمل افزایش پیدا می‌کند.
در طول ۱۰ روز اول، تقریباً تمامی موهای کاشته شده، به واسطه تغییر محلی که داشته‌اند آسیب‌پذیر می‌شوند و ریزش خواهند داشت. چنین امری کاملاً طبیعی است. بعد از ۲ تا ۳ ماه موهای جدیدی از فولیکول‌های جابجا شده شروع به شکل‌گیری می‌کنند. موی بیماران به حالت عادی شروع به رشد می‌کند و در طول ۶ تا ۹ ماه بعدی به ضخیم شدن ادامه می‌دهد. هرگونه ریزش موی بعدی به صورت محتمل از مناطقی که تحت عمل کاشت مو قرار نگرفته‌اند، صورت می‌گیرد. بعضی از بیماران برای به تعویق انداختن ریزش مو از دارو استفاده می‌کنند در حالیکه سایر افراد برای مبارزه با این امر در نهایت تن به یک عمل کاشت موی دیگر می‌دهند.

## عوارض جانبی کاشت مو
کم پشت شدن مو، یک عارضه جانبی متداول است که معمولاً موقتی است. وجود قطعات مختلف طاسی بر روی سر نیز متداول است بطوری‌که ۵۰ درصد موها در هر روز از دست می‌روند. سکسکه‌های بعد از عمل هم در حدود ۵٪ بیمارانی که متحمل کاشت مو شده‌اند، دیده می‌شود. دیگر عوارض جانبی شامل تورم نواحی نظیر پوست سر و پیشانی می‌شود. اگر چنین امری ناراحت‌کننده است، داروهایی برای آرام سازی تورم وجود دارد. به علاوه، بیماران باید اگر پوست سر آن‌ها شروع به خارش کرد مراقب باشند، چون خاراندن پوست سر وضعیت را حادتر و باعث شکل‌گیری دلمه‌های پوستی می‌شود. از یک مرطوب‌کننده یا شامپو برای برطرف کردن خارش می‌شود استفاده کرد.

## تکنیک‌ها و تحقیق‌های آینده در رابطه با کاشت مو
سلول‌های بنیادی و سلول‌های درمال پاپیلا در فولیکول‌های مو شناسایی شده‌اند. تحقیق در رابطه با این سلول‌های فولیکول می‌تواند منجر به درمان موفقیت‌آمیز طاسی از طریق تکثیر مو (HM) شود که از آن به عنوان کلونی شدن مو هم یاد می‌شود. روش تکثیر مو توسط ARI (انستیتوی تحقیقاتی آدرانز، یک کمپانی ژاپنی در ایالت متحده آمریکا) ایجاد شده‌است. این تحقیقات آینده روشنی را از کاشت مو به ما نشان می‌دهند.
پیشرفت‌های فناوری جراحی منجر به توسعه تکنیک‌های مبتنی بر کمک‌های رباتیک در جراحی پیوند مو شده است. مطالعه‌ای که توسط تانگ تنگ در سال 2025 انجام شده، یک سیستم روبوتیک یکپارچه با هدایت تصویری را نشان داد که با بهره‌گیری از مکانیزم سوزن دو عملکردی، استخراج واحد فولیکولی و کاشت آن را به‌طور خودکار انجام می‌دهد. این سیستم با دستیابی به دقت موقعیت‌یابی فولیکولی به میزان 89٪، به‌طور ویژه به گونه‌ای طراحی شده است که بتواند با اندازه‌های مختلف سر سازگاری داشته باشد و در نتیجه دقت و کارایی روش‌های جراحی پیوند مو را افزایش دهد.
- کاشت مو به روش FUE Pro: کاشت مو با جدیدترین ابزار روز جهان و استفاده از تکنولوژی پلاسما و پانچهای Serrated و تیغ های یاقوت Sapphire، باعث کاهش باکتری ها و عفونتهای احتمالی منطقه کاشت، عدم آسیب به بانک مو و عدم ماندگاری محل برداشت مو با کمک پانچ ها با سایز بسیار زیر و کمتر از یک میلیمتر،  بالاترین تراکم در خط رویش با تکیه بر تکنولوژی نانوهیرلاین، کمترین آسیب به منطقه کاشت و افزایش فضا برای بالابردن تراکم به کمک تیغ های یاقوت با سایزهای زیر یک میلیمتر، و استفاده از تکنولوژی کلد پلاسما جهت کاهش سریع التهابها و ترمیم سریع زخمها.

## هزینه‌های کاشت مو
امروزه هزینه های کاشت مو را معمولا کلینیک‌ها تعیین می‌کنند. اما به طور کلی برای برآورد هزینه و قیمت کاشت مو پزشک به میزان وسعت طاسی سر و تعداد گرافت‌های مورد نیاز در کاشت توجه می‌کند. در نهایت با توجه به گرافت‌های مورد نیاز و انتخاب روش کاشت مو هزینه های کاشت مو مشخص می‌شود.

## روش‌های کاشت مو در جهان و ایران
- کاشت مو به شیوه (Follicular Unit Extraction (FUE: در این روش به صورت همزمان و یک به یک اقدام به کاشت و برداشت مو می‌شود.
- کاشت مو به شیوه (Follicular Unit Transplantation (FUT: در این روش به صورت نواری از پشت سر بیمار کل ریشه‌های مو یک جا کشت می‌شود و توسط تیم عمل آماده کاشت می‌شود.
- روش ترکیبی با روش‌های FUT و FUE: در روش ترکیبی همان‌طور که از نامش پیدا است از روش‌های FUT و FUE به‌طور همزمان استفاده می‌شود. این روش برای کسانی مناسب است که بانک موی قوی دارند و می‌خواهند به تراکم بالا برسند. در روش ترکیبی اکثر فولیکول‌ها به کمک روش FUT برداشت می‌شود و از روش FUE برای بهبود نتایج و افزایش تراکم استفاده می‌شود.
- کاشت مو به روش (Body Hair Transplantation (BHT: این روش مناسب افرادی است که دارای موهای کم پشت در پشت سر و پشت گوش‌ها هستند و بانک موی مورد نیاز برای پیوند با نظر پزشک از برخی از نقاط بدن فرد تأمین می‌شود.
- کاشت مو به روش میکروگرافت (Micrograft): برداشت مو با هولدرهای خودکار و روش Scarlett trichophytic در سایز میکرون و سپس در دستگاه میکروایمپلنتر گرافت ها جداسازی می شود. این روش برای افرادی که دنبال تراکم بالا و عوارض کم هستند مناسب است.

## چه کسانی نباید کاشت مو انجام دهند؟
در موارد زیر، انجام این عمل توصیه نمی‌شود یا باید با احتیاط دقیق‌تری همراه باشد:
- افراد با بانک موی ضعیف: اگر ناحیه اهداکننده (معمولاً پشت سر) تراکم کافی نداشته باشد، نتیجه کاشت مو طبیعی نخواهد بود.
- افراد با ریزش موی فعال و کنترل‌نشده: در صورت ابتلا به آلوپسی آره‌آتا یا سایر انواع ریزش موی التهابی، احتمال تخریب فولیکول‌های کاشته‌شده وجود دارد.
- بیماران با بیماری‌های خودایمنی یا مزمن کنترل‌نشده: بیماری‌هایی مانند دیابت کنترل‌نشده، لوپوس، اختلالات خونی یا قلبی می‌توانند مانع ترمیم مناسب پوست و رشد فولیکول‌ها شوند.
- افراد با انتظارات غیرواقع‌بینانه: کاشت مو تراکم طبیعی نوجوانی را بازنمی‌گرداند. کسانی که دنبال معجزه هستند، معمولاً از نتیجه ناراضی خواهند بود.
- افراد زیر ۲۳ سال: ریزش مو در این سن هنوز تثبیت نشده و کاشت زودهنگام ممکن است نیاز به جلسات مکرر و نتیجه‌ی نامتعادل ایجاد کند.
- بیماران با مشکلات پوست سر فعال:ابتلا به عفونت، اگزما یا پسوریازیس فعال می‌تواند مانع موفقیت کاشت شود.

## روش جدید درمان طاسی
درمان ریزش مو و در نهایت کم مویی از قدیم دامنگیر مردان بوده‌است با پیشرفت علم روشهایی برای کاشت مو ابداع شد و بیشتر افراد به سمت این روشها می‌روند تا چهره خود را زیباتر جلوه دهند چرا که کم مویی تأثیر بدی در چهره افراد دارد.
با این وجود در سال‌های ۲۰۱۸ و ۲۰۱۹ ناتان هاکشاو رئیس پروژه‌های علمی در دانشگاه منچستر انگلستان می‌گوید:
دارویی که با نام علمی WAY-316606 پیش از این برای درمان پوکی استخوان استفاده می‌شد این توانایی را دارد که به درمان طاسی کمک بسیار زیادی کند افرادی که به‌طور اتفاقی از این دارو استفاده کرده‌اند و مشکل کم مویی داشته‌اند طی ۲ روز فولیکول‌های مو را رشد داده‌است.